# Бельково (Рязанская область)
Бельково — деревня в России, расположена в Касимовском районе Рязанской области. Входит в состав Погостинского сельского поселения.

## Географическое положение
Деревня Бельково расположена примерно в 18 км к северо-западу от центра города Касимова. Ближайшие населённые пункты — посёлок Гусь-Железный к северу,  село Погост к югу и деревня Полухтино к западу.

## История
Деревня указана на картах конца XVIII—XIX в. под названием Белякова. В 1905 году деревня относилась к Погостинской волости Касимовского уезда и имела 83 двора при численности населения 521 чел. Деревня находилась на тракте Касимов — Москва.
С 1935 по 1940 г. деревня была административным центром Бельковского района. Память об этом сохраняется в названиях Бельковского лесхоза, Бельковского пищекомбината, Бельковского лесничества и Бельковского детского ревматологического санатория, расположенных в п. Гусь-Железный.

## Население
| 1859 | 1906 | 2010 |
| ---- | ---- | ---- |
| 333  | ↗521 | ↘89  |

## Транспорт и связь
Деревня расположена на автомобильной дороге Гусь-Железный - Погост с твёрдым покрытием.
Деревню Бельково обслуживает сельское отделение почтовой связи Погост (индекс 391321).